# Antonín Petrák
Antonín Petrák (3. dubna 1873 Horní Branná u Jilemnice – ? 1949 Praha) byl profesionální český zápasník, mistr a trenér v řecko-římském zápase. Jako celoživotní sportovec se plně angažoval na prosperitě tělocvičného spolku, a to konkrétně Sokola podkrkonošského, jehož byl spoluzakladatelem.
Ve své době byl, po Gustavu Frištenském, považován za nejlepšího technika a svalovce daného oboru.
Mimo zápasnickou žíněnku se pravidelně objevoval také v manéžích slavných cirkusů a na pódiích zábavních podniků (kabaret, varieté apod.), kde se pod přízviskem Železný muž z Krkonošských hor věnoval silovým a akrobatickým vystoupením.

## Biografie

### Mládí
Narodil se v Horní Branné nedaleko Jilemnice. Po vyučení se v Jičíně se přestěhoval do Prahy, kde se po mnoho let živil jako řezník a uzenář.
Disponoval výraznou muskulaturou, kterou vedle fyzicky náročné řeznické práce udržoval její pravidelnou kultivací v prostorách smíchovské tělocvičny Sokol Tyrš (dnes T.J. Sokol – Smíchov II), ze které se přemístil do Athletic Clubu Praha (zkráceně AC Praha), v němž se připravoval na profesionální kariéru v řecko-římském zápase.

### Zápasnická dráha

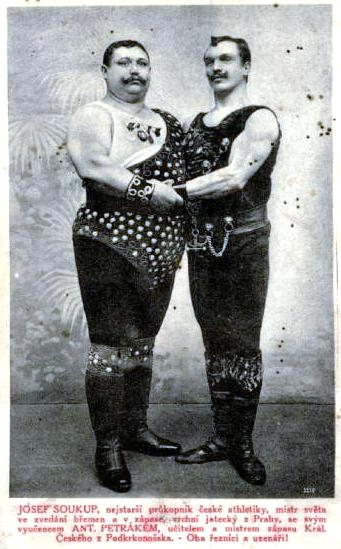
Zápasník Josef Soukup se svým vyučencem Antonínem Petrákem

Byl odchovancem a dlouholetým kolegou Josefa Soukupa, vrchního jateckého z Prahy, nejstaršího průkopníka české atletiky, mistra světa ve zvedání břemen a v řecko-římském zápase, po jehož boku procestoval v průběhu své kariéry téměř celý Evropský kontinent. Jeho dalšími mentory byli Jiří Hackenschmied a Jindřich Eberle (s tím se utkal v roce 1905). 

Jako zápasník a mistr střední váhy, jehož typickou závodní váhou bylo 83 kg, na turnajích vystupoval pod přezdívkami Lurich II. a Rajcevič II. (těmi vzdával poctu svým tehdejším oblíbencům z branže, jimiž byli Jiří Lurich z Estonska a Giovanni Raicevich z Itálie). Nebylo výjimkou to, že se některé jeho zápasy odehrávaly i ve vyšší váhové kategorii, a to 94 kg.

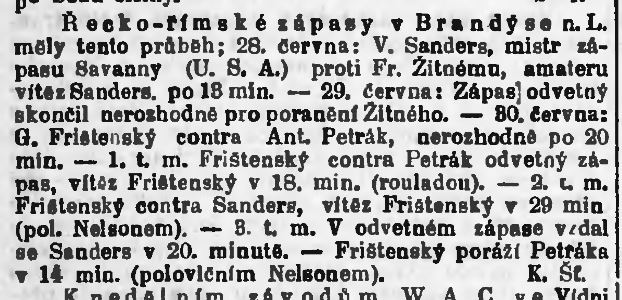
Zmínka o zápase mezi Gustavem Frištenským a Antonínem Petrákem v někdejším tisku

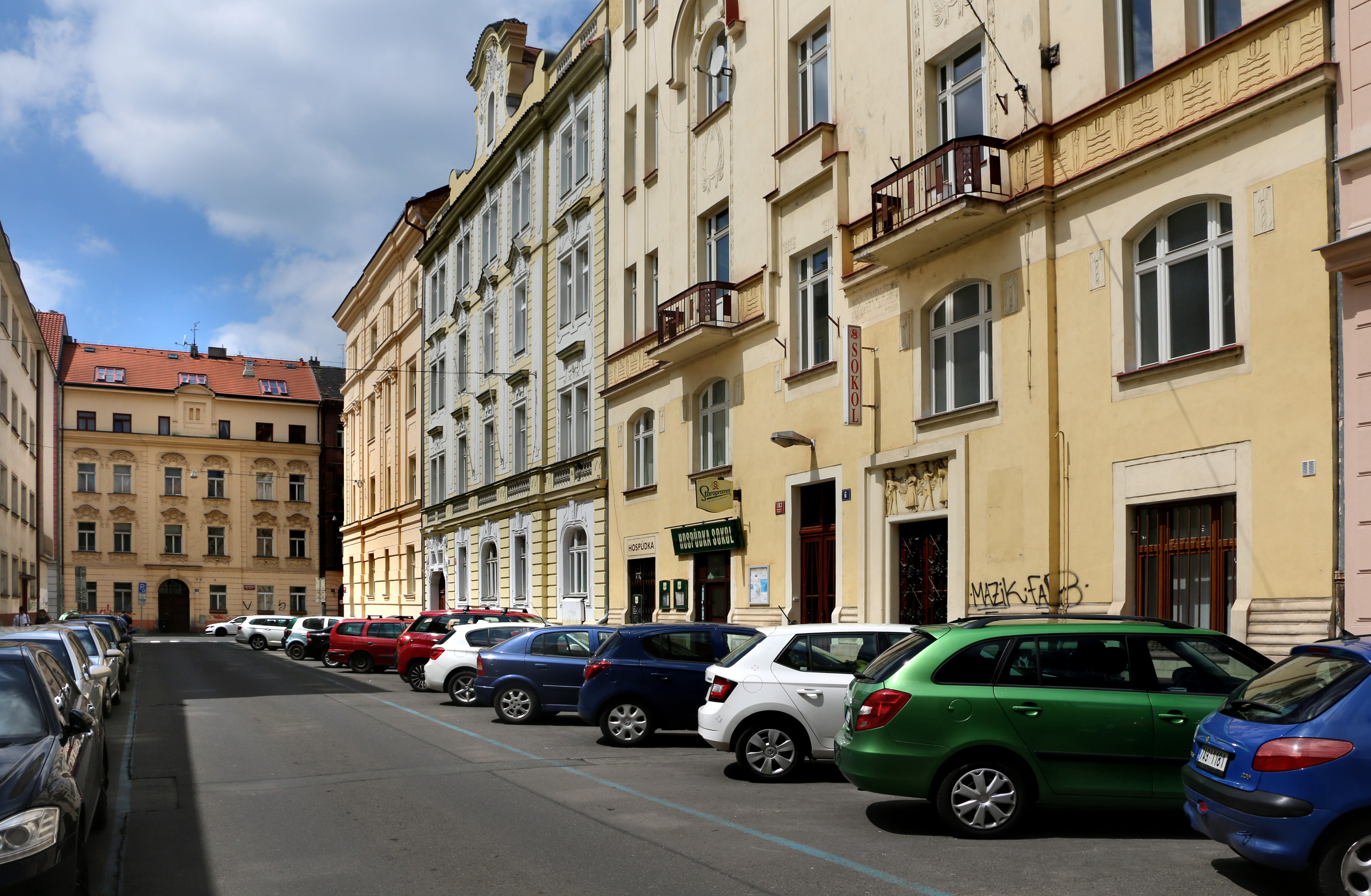
Pohled na budovu smíchovského Sokola (Vrázova 1163/6), v němž v minulosti působil

Mezi jeho soupeře, které se mu podařilo porazit, patří František Pulda z Kosařic, Josef Vinoch z Kolína, Jan Žižka z Jičína, mistr Ladislav Kornatzky z Poznaňska, Julius Bauer z Rakouska nebo dále tři afroameričtí bojovníci Abdul Samed, Jack Lewis a Delawari z Afriky. Výhru si připsal také nad Kilbazonem z Finska, Hasanem z Turecka, Ivanovičem ze Srbska, Petrim z Bulharska a mnoha dalšími. 
V průběhu své zářné kariéry se dočkal i několika málo proher, a to například s Jessem Pedersenen z Dánska, Ch. Bostonem z Anglie, Dirkem van den Bergem z Nizozemska, Augustem Kilbassonem z Finska nebo Alim Ogluim z tehdejšího Turkestánu.

### Ocenění a uznání
Během své kariéry nastřádal nespočet ocenění. Vedle vyznamenání, které zasloužené vyzápasil v průběhu své kariéry, získal i mnoho uznání osob z odvětví malířství, sochařství či lékařství za svou urostlou postavu, díky níž se stal nejpohlednějším českým svalovcem a modelem pro umělecká díla. V této souvislosti obdržel také prestižní I. cenu za krásu těla.

Na svém kontě měl rovněž i několik vzpěračských rekordů. Svědectvím všech jeho sportovních úspěchů jsou i historické pohlednice s jeho černobílými portréty.

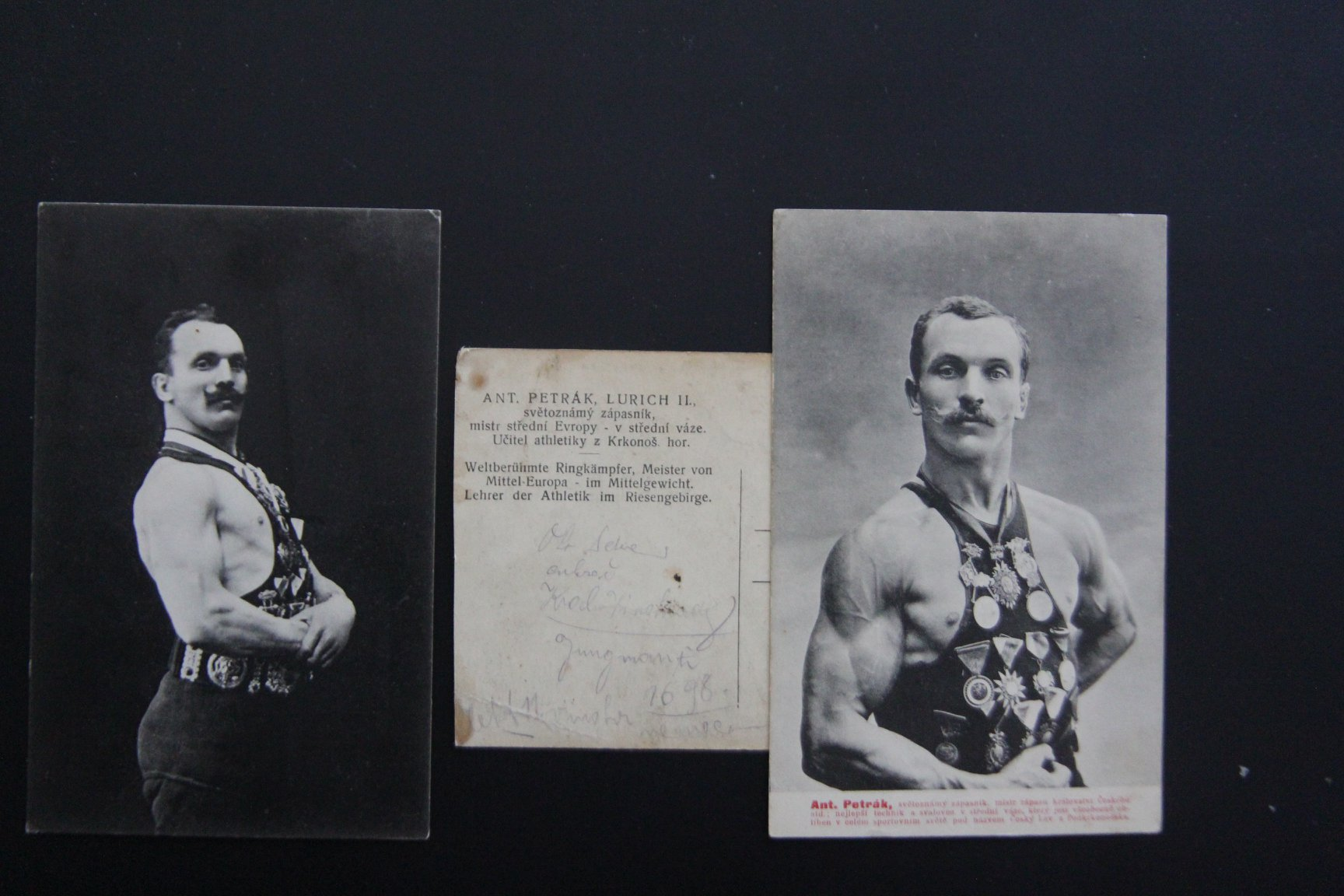
Fotografie historických pohlednic s portrétem Antonína Petráka
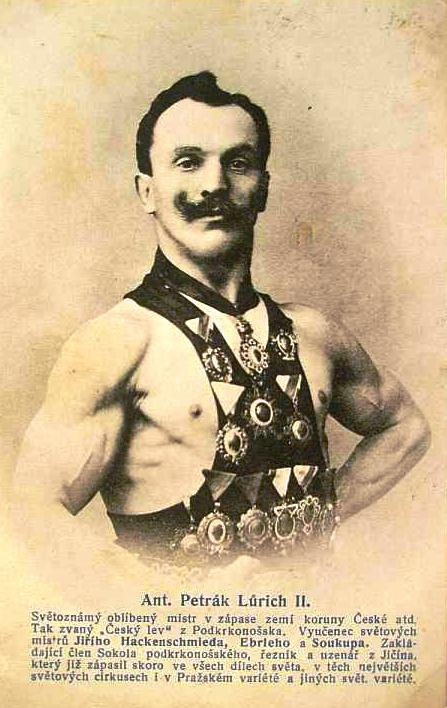
Historická pohlednice s portrétem Antonína Petráka
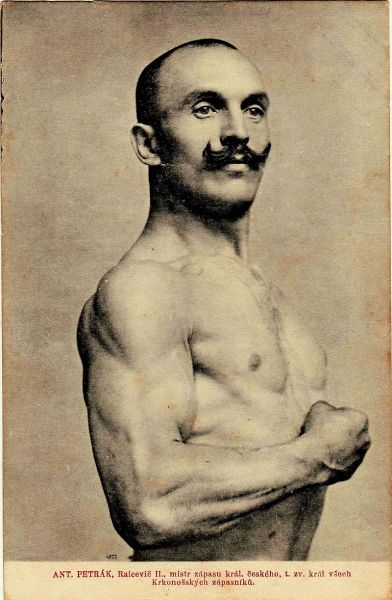
Historická pohlednice s portrétem Antonína Petráka
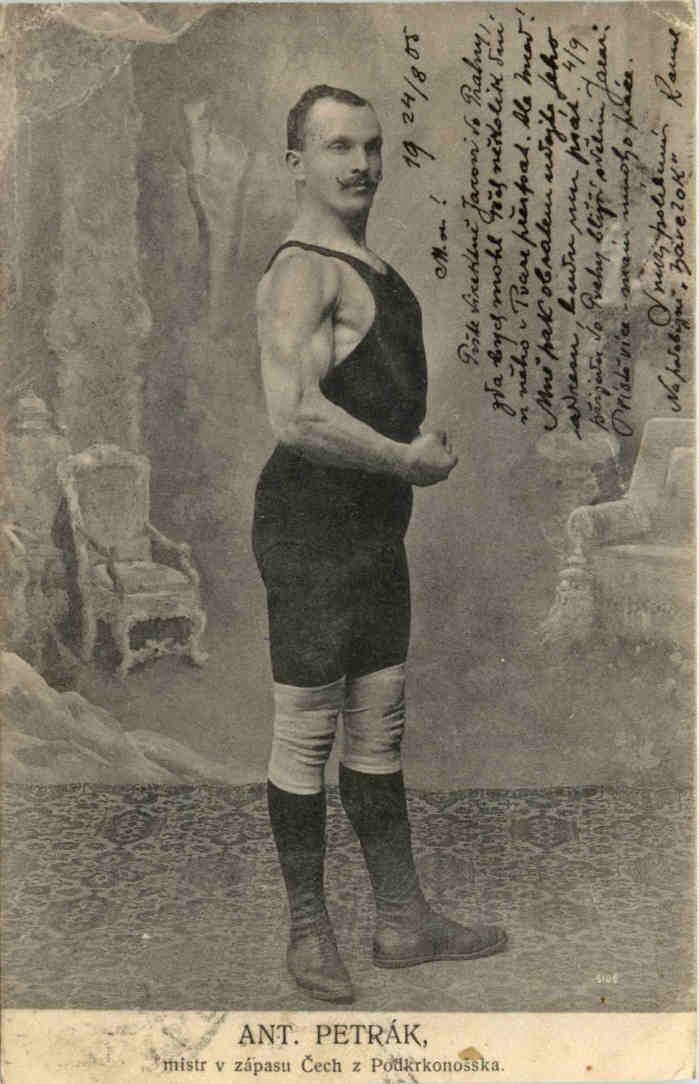
Historická pohlednice s portrétem Antonína Petráka

### Závěr života
Po ukončení zápasnické kariéry se po určitou dobu věnoval trenérství a působil převážně v pražské Libni. Přesné datum úmrtí nebylo zjištěno, avšak ještě v roce 1943 mu tisk blahopřál k sedmdesátým narozeninám. Podle databáze pražských hřbitovů a následného ověření u Hřbitovní správy Olšan byl do rodinného hrobu (VIII, 10, 206) uložen 13. května 1949.

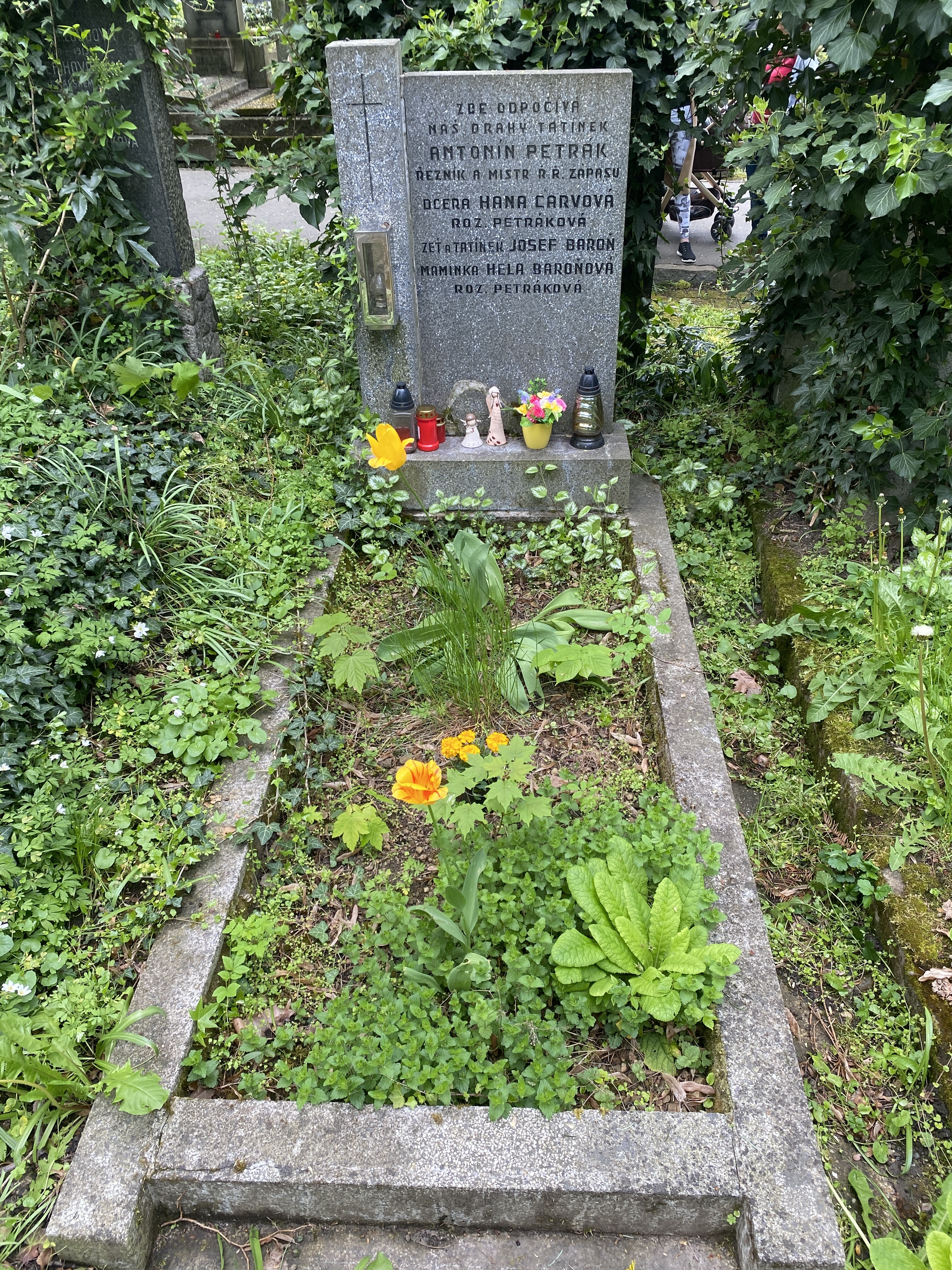
Rodinný hrob na pražských Olšanských hřbitovech
Tetování s portrétem Antonína Petráka na paži jeho pravnuka[15]

### Rodinný život
Byl ženat se Sofií, rozenou Řehořkovou (*1879, dle policejní přihlášky žili manželé odděleně). Měl dvě dcery, Hanu a Helenu. Dcera Helena se stala baletkou. Byl dědečkem tří vnoučat - vnučky Heleny (ze strany dcery Hany) a vnuků Antonína a Pavla (ze strany dcery Heleny).